# فردریکا (دلاور)
فردریکا، دلاور (به انگلیسی: Frederica, Delaware) یک سکونتگاه مسکونی در ایالات متحده آمریکا با جمعیت ۷۷۴ نفر است که در دلاویر واقع شده‌است.